# Metagonia hondura
Metagonia hondura là một loài nhện trong họ Pholcidae. Loài này được phát hiện ở Costa Rica.